# Red Square (romanzo)
Red Square è un romanzo thriller di Martin Cruz Smith, ambientato tra Mosca, Monaco di Baviera e Berlino, fra il 6 e il 21 agosto 1991. È il sequel di Polar Star e presenta l'investigatore Arkady Renko, alle prese con l'omicidio del banchiere della mafia, durante il periodo del crollo dell'Unione Sovietica.

## Edizioni italiane
- Red Square, collana Omnibus, traduzione di Marco Amante, Milano, Mondadori, 1993,  pp. 430, ISBN 88-04-37243-5. - Collana Oscar Bestsellers n.542, Mondadori, 1995; ed. speciale, Smart Collection, Mondadori, 2013.